# Peppe Voltarelli
Peppe Voltarelli (Cosence, 26 décembre 1969) est un auteur-compositeur-interprète, acteur et écrivain italien. Fondateur en 1990 du groupe Il parto delle nuvole pesanti dont il a été le chanteur et le leader jusqu'en 2005, il mène une carrière soliste depuis 2006 au cours de laquelle il a remporté trois Plaques Tenco.

## Carrière

### Musique

#### AvecIl parto delle nuvole pesanti
En 1990, il fonde à Bologne Il parto delle nuvole pesanti, un groupe folk-rock expérimental formé par des étudiants universitaires calabrais. Le premier album Alisifare et une prolifique activité de concerts révèlent le groupe comme l'une des réalités les plus intéressantes du folk des années 90. Des chansons telles que Raggia e Lupu et l'album 4 battute di povertà, produit par Lilium des frères Onorato de Monza et distribué par Sony Music, sont devenus le précurseur d'un genre appelé tarantella punk. Le dernier travail de Voltarelli avec le groupe, intitulé Il parto, obtient de bons résultats auprès des critiques et des ventes. Après avoir sorti sept albums, un concert live avec Claudio Lolli et avoir joué dans des centaines de concerts en Italie (parmi lesquels, au Concert du 1er mai à Rome en 1999 et 2005 et au Prix Tenco en 1998, 2000 et 2001) et à l'étranger, en 2005 Voltarelli, voix, parolier et compositeur depuis sa fondation, quitte le groupe pour poursuivre une carrière solo.

#### Soliste

##### Distratto ma però(2007)
Distratto ma però est le premier enregistrement solo, publié par KomArt et distribué par Venus en 2007. L'album est produit par Finaz de Bandabardò et voit la participation de Pau de Negrita, Roy Paci, Sergio Cammariere et du réalisateur Giancarlo Cauteruccio. La nouvelle personnalité artistique se dessine dans l'œuvre où, la voix grave et le raffinement des textes s'accompagnent d'une grande ironie dans le traitement de thèmes délicats comme l'émigration et la solitude. Le disque entre dans les cinq finalistes de la Plaque Tenco 2007 réservé aux premières œuvres, le conduisant ainsi à participer aux soirées finales du Prix Tenco au Théâtre Ariston de Sanremo. La tournée de présentation s'étend jusqu'au Canada, au Mexique et aux États-Unis d'Amérique. L'engagement pour les questions sociales se poursuit avec le bootleg  Duisburg Nantes Prague, une œuvre de dénonciation contre la mafia, enregistrée en direct lors de la tournée européenne de 2008. Bien que soutenu exclusivement par les ventes lors de concerts et en ligne, l'album se vend à plus de 3 000 exemplaires en moins d'un an. Dans ces années, il également participe à trois éditions consécutives du Concert du 1er mai à Rome (2009, 2010 avec Alfio Antico et Lautari, 2011 avec Bandabardò).

##### Ultima notte a Malá Strana(2010)
Le déménagement à Berlin en 2009 et la décision de se concentrer sur un son plus essentiel et épars marquent le début d'une nouvelle phase créative qui mène en 2010 au deuxième album solo, intitulé Ultima notte a Malá Strana, à nouveau produit par Finaz de Bandabardo,,. L'album est publié par OTR Live et distribué par Universal en Italie, publié par Le Chant du Monde en France, distribué par Harmonia Mundi en Europe et plus tard distribué à l'étranger en Argentine et au Canada.
Le disque est présenté en première lors d'un concert au théâtre de l'Alhambra à Paris en France, où le single Scarpe rosse impolverate reste dans le playlists de Radio France pendant plusieurs semaines. En Argentine, il sort pour Los Años Luz Discos, où il est présenté à Buenos Aires avec un concert à la Trastienda, avec la chanteuse uruguayenne Ana Prada comme invitée. Au cours de la tournée argentine, il a été invité à participer au concert d'Adriana Varela, voix historique du tango argentin. Au Canada, il est publié par Les Productions Casa Nostra, avec distribution DEP et Universal : la sortie est accompagnée d'une tournée, en compagnie du chanteur italo-canadien Marco Calliari, qui touche Montréal, Québec et Val-d'Or. L'album est chroniqué à Radio Canada qui programme le single Scarpe rosse impolverate, ce qui l'amène à participer à l'émission Je l'ai vu à la radio sur Première Chaîne.
Le disque remporte le Plaque Tenco 2010 pour le meilleur album en dialecte : l'honneur a été décerné pour la première fois à une œuvre en dialecte calabrais. Voltarelli dédie le prix à Angelo Vassallo, maire écologiste de la ville de Pollica dans la province de Salerne, tué dans une embuscade mafieuse. En 2014, Matka Měst, une réinterprétation tchèque de la chanson 'Sta città, traduite par Michal Horáček et incluse dans l'album Segrado de František Segrado, a atteint la première position dans les charts de la République tchèque.

##### Lamentarsi come ipotesi(2014)
Lamentarsi come ipotesi est le troisième album solo, comme le précédent publié par OTR Live et distribué par Universal en 2014. L'album se compose de douze chansons, dont neuf en italien, deux en dialecte calabrais et une pièce instrumentale. Enregistré à Florence et produit à nouveau par Finaz de Bandabardò, il représente la clôture idéale d'une trilogie débutée en 2007 avec Distratto ma però : un chemin avec lequel l'artiste a approfondi sa recherche entre l'écriture de chansons et l'identité culturelle traditionnelle. L'album présente des invités tels que Tiziano Borghi, Max Dedo, Letizia Dei, Mauro Durante de Canzoniere Grecanico Salentino, Otello Profazio, Riccardo Tesi, ainsi qu'un camée de l'auteur-compositeur-interprète argentin Kevin Johansen,.

##### Voltarelli canta Profazio(2016)
Voltarelli canta Profazio est le quatrième enregistrement solo, dans lequel il rend hommage au confrère auteur-compositeur-interprète, avec qui il partage le jour de naissance. Publié en 2016 par Squilibri et arrangé et produit par Carlo Muratori, l'album fait appel à des musiciens tels que Marco Carnemolla, Lucia Consolino, Peppe Di Mauro et pour la pochette et le livre d'accompagnement des œuvres d'art des artistes Anna et Rosaria Corcione, qui, à leur tour, rendent hommage à un autre calabrais, l'artiste Mimmo Rotella,. Pour la deuxième fois, Voltarelli remporte la Plaque Tenco 2016 dans la catégorie meilleur album interprète.

##### Dio come ti amo(2019)
En 2019 l'album autoproduit Dio come ti amo est distribué exclusivement en concerts. Le single du même nom, réinterprétation du succès mondial de Domenico Modugno (avec lequel l'auteur-compositeur-interprète des Pouilles a remporté le Festival de Sanremo et participé à l'Eurovision en 1966), est édité par le label new-yorkais Adesso dans une nouvelle version electro swing en collaboration avec les producteurs parisiens Bart & Baker,.

##### Planetario(2021)
Planetario est le sixième album solo, produit par Sergio Secondiano Sacchi et Daniele Caldarini pour Cose di Amilcare et publié par Squilibri en 2021. Dans l'album, Voltarelli décide de s'essayer à l'interprétation en italien de chansons qui sont devenues de pierres angulaires par des auteurs comme Jacques Brel, Bob Dylan, Léo Ferré, Joaquin Sabina, Vladimir Vysotsky, en duo avec des noms renommés de la chanson internationale, comme Luis Eduardo Aute, Joan Isaac, Amancio Prada, Silvio Rodríguez, Rusó Sala, Joan Manuel Serrat et Adriana Varela,. Pour la troisième fois, Voltarelli remporte le Plaque Tenco 2021 pour le meilleur album interprète.

##### La grande corsa verso Lupionòpolis(2023)
En 2023 sort le septième album solo, La grande corsa verso Lupionòpolis, publié par Visage Music et distribué par Pirames International. Le disque a été enregistré à New York par Marc Urselli (trois Grammy Awards et collaborations avec Lou Reed et Nick Cave) dans l'historique EastSide Sound de Manhattan et arrangé et produit par le pianiste italien basé à Los Angeles Simone Giuliani (à son actif des productions avec Andrea Bocelli et le London Symphony Orchestra). L'album, qui contient dix titres dont huit chansons en dialecte calabrais, une en italien et une valse instrumentale, voit la présence de musiciens de calibre international tels que Davin Hoff, Jake Owen, Stephane San Juan, Mauro Refosco et la participation d'Eleanor Norton, Dough Wieselman et Amy Denio. Le disque entre dans les cinq finalistes de la Plaque Tenco 2023 dans la catégorie meilleur album en dialecte, se classant 2e au classement final, et en 2024 il remporte le Prix National de la Ville de Loano pour la Musique Traditionnelle Italienne comme meilleur album 2023,.

### Cinéma
De la rencontre et du début du partenariat avec le réalisateur Giuseppe Gagliardi est né en 2003 Doichlanda (une expression avec laquelle les émigrants calabrais utilisent pour appeler l'Allemagne), un documentaire qui raconte le parcours musical d'un groupe ethno-rock dans les restaurants calabrais et dans les lieux d'émigration italienne vers l'Allemagne. Le film a remporté le prix du jury au Festival du film de Turin en 2003, a été choisi par l'Institut Goethe comme témoignage lors des célébrations du 50e anniversaire de l'émigration italienne en Allemagne et a été projeté à l'étranger dans des villes telles que Cologne, Francfort, Londres, Munich, Prague et Washington,. Le clip vidéo d'Onda calabra est extrait du film, qui remporte le prix spécial du M.E.I. dans la catégorie meilleur clip vidéo d'auteur.
Trois ans plus tard, c'est au tour du film La vera leggenda di Tony Vilar, toujours du réalisateur Giuseppe Gagliardi : un road movie qui raconte l'épopée des Italiens d'Amérique, sur les traces d'un chanteur italien célèbre en Argentine au années soixante et maintenant disparu de la scène. L'histoire, qui se déroule entre Buenos Aires et New York, représente le premier cas d'un mockumentary (faux documentaire) italien. Dans le film, Voltarelli est co-scénariste, acteur principal et auteur de la musique. L'œuvre participe au Festival international du film de Rome (2006), au Festival du film de Tribeca à New York (2007), au Calgary International Film Festival (2007), au Belgrade Italian Film Festival (2008), au Weird Mob of Sydney (2008), au Festival du film italien de Dublin (2008) et au Festival du film italien de San Diego (2009).
En 2007, il a joué dans le film Notturno bus du réalisateur Davide Marengo. En 2008, les chansons Distratto ma però et L'anima è vulata ont été incluses dans la bande originale du film Fuga dal call center, la première œuvre de Federico Rizzo qui a participé au Festival international du film de Karlovy Vary en République tchèque. Dans le film Voltarelli récite le rôle d'un curieux garde anti-vol à l'étalage.
En 2011, la chanson Onda calabra, écrite pour le documentaire Doichlanda réalisé par Giuseppe Gagliardi, a été utilisée comme parodie dans le film Qualunquemente de Giulio Manfredonia avec Antonio Albanese. À la suite d'une lettre ouverte publiée à la une du journal Calabria Ora, Voltarelli accouche d'une polémique, revendiquant Onda calabra comme une chanson de passion et d'émigration, non conforme à l'usage qui en est fait dans le film. Toujours en 2011, il signe la bande originale, éditée par Warner Chappell Music Italiana, de Tatanka, film par le réalisateur Giuseppe Gagliardi, basé sur une histoire de Roberto Saviano et avec le boxeur Clemente Russo comme acteur principal.
En 2012, il compose la bande originale du film Aspromonte, première œuvre du réalisateur italo-tunisien Hedy Krissane. En 2013 il participe au film argentin Vino para robar du réalisateur Ariel Winograd, en 2015 au film espagnol Cançons d'amor i anarquia du réalisateur Carlos Benpar et en 2017 au film italien Babylon sisters du réalisateur Gigi Roccati, dont il a également s'occupe de la bande originale.
Ces dernières années, il a participé en tant qu'acteur aux séries télévisées 1992 de Giuseppe Gagliardi en 2015, La mafia tue seulement en été de Luca Ribuoli en 2018 et Il re de Giuseppe Gagliardi en 2022.

## Discographie

### AvecIl parto delle nuvole pesanti
Albums (CD)
- 1991 - Guerra al salario
- 1994 - Alisifare
- 1996 - Pristafòra
- 1997 - 4 battute di povertà
- 2000 - Sulle ali della mosca
- 2001 - Roccu u stortu
- 2003 - Ho visto anche degli zingari felici (avec Claudio Lolli, concert)
- 2004 - Il parto

Albums (MC)
- 1994 - Alisifare
- 1997 - 4 battute di povertà
- 2000 - Sulle ali della mosca

EPs (CD promo)
- 2002 - Attenzione all'estinzione

Singles (CD promo)
- 1997 - Sule
- 1998 - L’avventura
- 2000 - Ciani

Compilations (CD)
- 1996 - AA.VV. - Hitz Egin! Parla! Libertà d’espressione (Il parto delle nuvole pesanti - Diserzione)
- 1997 - AA.VV. - Max Generation 97 - La musica che cambia (Il parto delle nuvole pesanti - Sule)
- 1997 - AA.VV. - Radioira (Il parto delle nuvole pesanti - Uomo cane)
- 1998 - AA.VV. - Hitz Egin! Parla! Libertà d’espressione (Il parto delle nuvole pesanti - Diserzione)
- 1999 - AA.VV. - La notte del dio che balla (Il parto delle nuvole pesanti - Ballo senza piedi)
- 2000 - AA.VV. - Il Mucchio Selvaggio - Dicembre 2000 (Il parto delle nuvole pesanti - Le cose che mi restano)
- 2001 - AA.VV. - Come fiori in mare (Luigi Tenco riletto) (Il parto delle nuvole pesanti - Ognuno è libero)
- 2001 - AA.VV. - Caterpillar vol. 4 (Il parto delle nuvole pesanti - Ciani)
- 2002 - AA.VV. - Canzoni per te (Dedicato a Sergio Endrigo) (Il parto delle nuvole pesanti - L’Orlando)
- 2002 - AA.VV. - Combat (Il parto delle nuvole pesanti - Le cose che mi restano)
- 2003 - AA.VV. - Non più i cadaveri dei soldati (Un omaggio a Fabrizio De André) (Il parto delle nuvole pesanti - La guerra di Piero)
- 2003 - AA.VV. - Yatra (Il parto delle nuvole pesanti - Giga)
- 2003 - AA.VV. - BallaveloceVivilento (Il parto delle nuvole pesanti - Raggia)
- 2003 - AA.VV. - Il cielo sopra Baghdad / L’altra faccia della guerra (Live in Baghdad) (Il parto delle nuvole pesanti - Prendo il vento, Viaggiatori)
- 2003 - AA.VV. - Senza che nessuno ci consenta (Il parto delle nuvole pesanti - Diserzione)
- 2004 - AA.VV. - Canzoni contro - Un altro mondo è possibile (Claudio Lolli & Il parto delle nuvole pesanti - Ho visto anche degli zingari felici)
- 2004 - AA.VV. - Tribù italiche: Calabria (Il parto delle nuvole pesanti - U cagon, Raggia)
- 2005 - AA.VV. - Made in Italy (Il parto delle nuvole pesanti - L’imperatore)
- 2005 - AA.VV. - Caterpillar - The White Album (Il parto delle nuvole pesanti - Onda calabra)
- 2005 - AA.VV. - AtpCD2 - Musiche per lavoratori flessibili - Vol. 2 (Il parto delle nuvole pesanti - Onda calabra)
- 2006 - AA.VV. - MArte Live (Il parto delle nuvole pesanti - Ciani)
- 2009 - AA.VV. - Dal profondo (Il parto delle nuvole pesanti - Ciani)
- 2013 - AA.VV. - Mi (Omaggio a Modugno) (Il parto delle nuvole pesanti - L’avventura)

### Soliste
Albums (CD)
- 2007 - Distratto ma però
- 2010 - Ultima notte a Malá Strana
- 2014 - Lamentarsi come ipotesi
- 2016 - Voltarelli canta Profazio
- 2019 - Dio come ti amo
- 2021 - Planetario
- 2023 - La grande corsa verso Lupionòpolis

Bandes originales (CD)
- 2011 - Tatanka
- 2017 - Babylon sisters

Bandes originales (CD promo)
- 2006 - La vera leggenda di Tony Vilar

Bandes originales (digital)
- 2013 - Aspromonte

Bootlegs (CD)
- 2009 - Duisburg Nantes Praga
- 2016 - Live Café Vinilo Buenos Aires

Bootlegs (digital)
- 2009 - Live in Třebotov (Třebotovská Říje)
- 2010 - Live in Dortmund (AdriaHochZwei Festival, Domicil Club)
- 2012 - Live in Buenos Aires (Club Atlético Fernández Fierro)
- 2013 - Live in Montreal (Festival de Jazz de Montréal, Le Savoy du Métropolis)
- 2014 - Live in New York City (SubCulture)
- 2015 - Live in Milan (Auditorium Demetrio Stratos, Radio Popolare)
- 2015 - Live in Montegranaro (Auditorium Officina delle Arti)
- 2018 - Live in Paris (Café de la Danse)
- 2019 - Live in Zurich (The Millers)
- 2019 - Live in Antananarivo (Institut Français de Madagascar)
- 2021 - Live in Rome (Auditorium Parco della Musica)
- 2023 - Live in Diamante (Peperoncino Festival)

Singles (digital)
- 2015 - Scarpe rosse impolverate (Dusty red shoes) (4MuLA remixes)
- 2015 - Sciakatan
- 2016 - Il monumento
- 2019 - Dio come ti amo (Bart & Baker remix)

Singles (CD promo)
- 2007 - Italiani superstar

Compilations (CD)
- 2008 - AA.VV. - Deviazioni (Un omaggio a Vasco Rossi) (Peppe Voltarelli, Ste Sardo, Cato - La nostra relazione)
- 2008 - AA.VV. - Bardóci (Inediti e rarità di Sergio Bardotti interpretati dagli artisti del Club Tenco) (Peppe Voltarelli - Io bevo = Je bois)
- 2008 - AA.VV. - Pan Brumisti - Quelle piccole cose (Peppe Voltarelli - Signora poesia)
- 2008 - AA.VV. - (Teresa De Sio presenta) Riddim a sud (Peppe Voltarelli - Bene nun ci’nne)
- 2008 - AA.VV. - Capo Verde terra d’amore vol. 3 (Canzoni di Cesaria Evora e Teófilo Chantre in italiano) (Lucilla Galeazzi & Peppe Voltarelli - Segreti al chiar di luna (Segredo na luar))
- 2009 - AA.VV. - Salotto Live (Peppe Voltarelli - Distratto ma però)
- 2012 - AA.VV. - Tirullallero 2. Canti e musiche dalla Calabria (Peppe Voltarelli - Turismo in quantità)
- 2013 - AA.VV. - Le cose di Amilcare. Barcelona 2013 (Peppe Voltarelli - Scarpe rosse impolverate)
- 2013 - AA.VV. - Capo Verde terra d’amore vol. 3 (Canzoni di Cesaria Evora e Teófilo Chantre in italiano) (Peppe Voltarelli - Rosa)
- 2015 - AA.VV. - The Electro Swing Revolution vol. 6 (Peppe Voltarelli - Scarpe Rosse Impolverate (Dusty red shoes))
- 2015 - AA.VV. - Vivo! (Vent’anni di musica all’Istituto Ernesto De Martino) (Peppe Voltarelli - Les anarchistes)
- 2015 - AA.VV. - Multifilter - Mito e memoria del padre nella canzone (Peppe Voltarelli - Sepolcrali blues)
- 2018 - AA.VV. - Vent’anni di Sessantotto (Peppe Voltarelli - Combat)
- 2019 - AA.VV. - Io credevo - Le canzoni di Gianni Siviero (Peppe Voltarelli - Che faccio qui)
- 2021 - AA.VV. - A sud di Bella ciao (voix Bella ciao (a sud))

Compilations (CD/DVD)
- 2009 - AA.VV. - Il mondo del Primo Maggio (Peppe Voltarelli - Malarazza, Onda calabra)

Compilations (digital)
- 2024 - AA.VV. - International Artists For Gaza - Vol. 8 (Peppe Voltarelli - Au cinema)

Collaborations
Albums (CD)
- 1998 - Giancarlo Onorato - Io sono l’angelo (accordéon Gli sposi volanti)[45]
- 2004 - La Soluzione - La Soluzione (producteur artistique, voix et tambourin Luce)[46]
- 2006 - Antonello Messina - Aziyz (voix Milonga)[47],[48]
- 2007 - Sergio Cammariere - L’abbuffata (Original Motion Picture Soundtrack) (auteur et co-compositeur L’imperatore, compositeur Tarantella del Trionto, compositeur Meccaniche terrestri, co-compositeur Onda calabra, co-compositeur Promenade de la mouche, auteur et compositeur L’anima è vulata)
- 2008 - Ardecore - Sulla strada con Tenco (voix Ora sei rimasta sola)
- 2008 - H.E.R. - Magma (voix Grandioso amore)[49]
- 2008 - Teresa De Sio - Sacco e fuoco (chœurs)
- 2011 - Davide Van De Sfroos - Yanez (voix Dove non basta il mare)
- 2012 - QuartAumentata - Sirene e naviganti (auteur, compositeur, voix Omini di panza)
- 2013 - Marco Calliari - Mi ricordo (voix La buona creanza (La bienséance))
- 2014 - The Tiptons Saxophone Quartet & Drums - Tiny lower case (voix Peppe, Amara terra mia, All good things)
- 2016 - Carlo Muratori - Sale (voix E sugnu 'talianu)
- 2016 - Giorgia del Mese - Nuove emozioni post-ideologiche (voix Soltanto tu)
- 2019 - Marco Calliari - Calliari Bang! Bang! (voix Pizzica matta)
- 2021 - Alessandro D'Alessandro - Canzoni (per organetto preparato & elettronica) (voix Mario)
- 2022 - Barreca - Eppure adesso suono (voix Che fortuna!)
- 2023 - Giacomo Lariccia - Dieci (voix L'attendente Cancione in bicicletta)

Albums (MC)
- 1998 - Giancarlo Onorato - Io sono l’angelo (accordéon Gli sposi volanti)[45]

Albums (digital)
- 2024 - Radio Lausberg - Akusticose elettriche (voix Pasta e fagioli)

Compilations (CD)
- 2019 - AA.VV. - The dreamers (co-auteur, compositeur, voix, guitare acoustique Baci proibiti)

Singles (digital)
- 2021 - Currao feat. Baldo Verdú, Erriquez, Max Dedo, Peppe Voltarelli - Vagabondo (voix)

## Vidéographie

### AvecIl parto delle nuvole pesanti
- 1996 - Alisifare (Davide Caligiuri)[50]
- 1998 - Bambini volanti (Tiziano Sossi)[51]
- 1998 - Lupu (Tiziano Sossi)[52]
- 1998 - Sule (Giancarlo Onorato e Tiziano Sossi)[53]
- 2004 - Onda calabra (Giuseppe Gagliardi)[54]
- 2006 - Gli amici degli amici (Giuseppe Gagliardi)[55]

### Soliste
- 2008 - Italiani superstar (Giuseppe Gagliardi)[56]
- 2008 - Turismo in quantità (Giuseppe Gagliardi)[57]
- 2008 - Distratto ma però (Federico Rizzo)[58]
- 2011 - Canto mo (Tony Gutierres)[59]
- 2012 - Scarpe rosse impolverate (Tony Gutierres)[60]
- 2012 - 'Sta città (Gherard Kühn)[61]
- 2014 - Io tu loro noi (John Cardiff)[62]
- 2015 - Amara terra mia 2.0 (Nunzio Germanetta)[63]
- 2015 - Sciakatan (The Fake Factory)[64]
- 2015 - Iamavanti (Mintcho Garrammone remix) (Nunzio Germanetta)[65]
- 2016 - Il monumento (DJ Grissino remix) (Nunzio Germanetta)[66]
- 2016 - Qua si campa d’aria (Giacomo Triglia)[67]
- 2017 - Stornelli calabresi[68]
- 2023 - Nun sugnu sulu mai (Giacomo Triglia)[69]
- 2024 - Au cinema (Lele Nucera)[70]
- 2025 - Spremuta di limone (Tony Gutierres)[71]

Collaborations
- 2018 - Yasemin Sannino feat. Peppe Voltarelli - Nerede (Gigi Roccati)[72]
- 2021 - Currao - Vagabondo (Tom Baumann et Kinzica Caterini)[73]

## Filmographie

### Cinéma
Longs métrages
- 2003 - Doichlanda (Giuseppe Gagliardi)[74],[33]
- 2006 - La vera leggenda di Tony Vilar (Giuseppe Gagliardi)[75]
- 2007 - Notturno bus (Davide Marengo)[36]
- 2008 - Fuga dal call center (Federico Rizzo)[76]
- 2013 - Vino para robar (Ariel Winograd)[77]
- 2015 - Cançons d’amor i anarquia (Carlos Benpar)[78]
- 2015 - Babylon sisters (Gigi Roccati)[79]
- 2025 - Che verso fa il pesce spada? (Giacomo Triglia)[80]

Moyen métrages
- 2009 - Belly button broth / Brodo di ombelico (Giuseppe Gagliardi)[81]

### Télévision
Séries télévisées
- 2015 - 1992 (Giuseppe Gagliardi)[82]
- 2018 - La mafia tue seulement en été (Luca Ribuoli)[83]
- 2022 - Il re (Giuseppe Gagliardi)[84]
- 2024 - Mike (Giuseppe Bonito)

## Théâtrographie
- 2001 - Voleva fare l'artista (de et mise en scène par Peppe Voltarelli)[85]
- 2002 - Roccu u stortu (de Francesco Suriano, mise en scène par Fulvio Cauteruccio)[86]
- 2002 - Panza crianza e ricordanza (de et mise en scène par Giancarlo Cauteruccio)[87]
- 2002 - Ico No Clast (de Giampaolo Spinato, mise en scène par Fulvio Cauteruccio)[88]
- 2006 - Grecia, mia cara Grecia (de Corrado Alvaro, mise en scène par Maurizio Scaparro e Giancarlo Cauteruccio)[89]
- 2007 - Medea e la luna (de Corrado Alvaro, mise en scène par Giancarlo Cauteruccio)[90]
- 2007 - Picchì mi guardi si tu si masculu (de et mise en scène par Giancarlo Cauteruccio)[91]
- 2008 - Angolo somma zero (de et mise en scène par Alessandro Langiu)[92]
- 2009 - Parole scolpite nella terra… mangiata dal mare (mise en scène par Peppe Voltarelli)[93]
- 2012 - Il viaggio, i padri e l’appartenenza (de et mise en scène par Peppe Voltarelli)[94]
- 2013 - Storia di un bene comune (de et mise en scène par Rosaria Parretti)[95]
- 2020 - Olimpia tragedia del passaggio (de Luigia Sorrentino, mise en scène par Luisa Corcione)[96]

### Auteur
- 2000 - Peppe Voltarelli, Raggia. Versi, strisce e canzoni - Poems, strips and lyrics, Emir Edizioni, Bologne, Italie, pp. 95[97]
- 2009 - Peppe Voltarelli, Non finito calabrese, Del Vecchio Editore, Rome, Italie, pp. 80,  (ISBN 978-88-6110-028-2)[98],[99]
- 2014 - Peppe Voltarelli, Il caciocavallo di bronzo. Romanzo cantato e suonato, Stampa Alternativa, Rome, Italie, pp. 128,  (ISBN 978-88-6222-385-0)[100]
- 2016 - Peppe Voltarelli, Voltarelli canta Profazio, Squilibri, Rome, Italie, pp. 64,  (ISBN 978-88-8900-986-4)[101]

### Contributions
- 2000 - AA.VV., Ciani - Un’epopea banditesca nell’era mediatica, Emir Edizioni, Bologna, Italie, pp. 96[102],[103]
- 2000 - James Pikula, Il parto delle nuvole pesanti. Quattro racconti al dottor Cacciatutto, Emir Edizioni, Bologne, Italie, pp. 93[104]
- 2009 - Marco Ambrosi (ed.), Ad esempio a me piace… Un viaggio in Calabria, Rubbettino Editore, Soveria Mannelli, Italie, pp. 128,  (ISBN 978-88-4982-505-3)[105],[106]
- 2011 - Chiara Baffa (ed.), Cosa volete sentire. Compilation di cantautori italiani, Minimum Fax, Rome, Italie, pp. 137,  (ISBN 978-88-7521-379-4) (nouvelle Patate sotto la cenere)[107]
- 2015 - AA.VV., La Calabria si racconta, Rubbettino Editore, Soveria Mannelli, Italie, pp. 126,  (ISBN 978-88-4984-527-3)[108]
- 2020 - Marco Ambrosi (ed.), L’altro allo specchio, Compagnia Editoriale Aliberti, Reggio d'Émilie, Italie, pp. 208,  (ISBN 978-88-9323-371-2)[109]
- 2021 - Sergio Secondiano Sacchi, Storie e amori d’anarchie. Le canzoni e gli avvenimenti che raccontano un’idea di libertà e rivolta, Squilibri, Rome, Italie, pp. 280,  (ISBN 978-88-8557-138-9)[110]

## Prix

### AvecIl parto delle nuvole pesanti
- 1999 - Nomination pour le 4e édition du Prix de la Musique Italienne dans la catégorie Révélation italienne de l'année[111]
- 2001 - Nomination pour le 6e édition du Prix de la Musique Italienne dans la catégorie Révélation italienne de l'année[112]
- 2004 - Prix spécial du jury du M.E.I. pour le meilleur clip vidéo d'auteur avec Onda calabra[34]
- 2011 - Nomination pour la 56e édition du David di Donatello pour la meilleure chanson avec Onda calabra[113]

### Soliste
- 2003 - Prix spécial du jury de la 21e édition du Festival du film de Turin dans la compétition Doc 2003 pour le film Doichlanda[114]
- 2004 - Citoyenneté d'honneur de la ville de Castiglione Cosentino[115]
- 2007 - Finaliste de la Plaque Tenco pour le meilleur premier travail avec Distratto ma però[116]
- 2008 - Prix Pino Piras Cançó de Raganal[117]
- 2010 - Plaque Tenco pour le meilleur album en dialecte pour Ultima notte a Malá Strana[118]
- 2011 - Planche Dallo Sciamano allo Showman[119]
- 2013 - Prix M.E.I. Vent’anni di carriera[120]
- 2016 - Plaque Tenco pour le meilleur album interprète pour Voltarelli canta Profazio[121]
- 2019 - Prix Amilcare Rambaldi[122]
- 2020 - Prix d’Auteur[123]
- 2021 - Plaque Tenco pour le meilleur album interprète pour Planetario[124]
- 2021 - Prix Ponte d’Argento[125]
- 2023 - Finaliste (2e place) de la Plaque Tenco pour le meilleur album en dialecte avec La grande corsa verso Lupionòpolis[126]
- 2023 - Prix Nilla Pizzi[127]
- 2024 - Prix National de la Ville de Loano pour la Musique Traditionnelle Italienne comme meilleur album 2023 avec La grande corsa verso Lupionòpolis[128]
- 2025 - Prix littéraire international Carità è Donarsi (Prix pour la carrière)

#### Plaques Tenco
| Année | Catégorie                  | Album                              | Résultat             |
| ----- | -------------------------- | ---------------------------------- | -------------------- |
| 2007  | Meilleur premier travail   | Distratto ma però                  | Finaliste            |
| 2010  | Meilleur album en dialecte | Ultima notte a Malá Strana         | Vainqueur            |
| 2016  | Meilleur album interprète  | Voltarelli canta Profazio          | Vainqueur            |
| 2021  | Meilleur album interprète  | Planetario                         | Vainqueur            |
| 2023  | Meilleur album en dialecte | La grande corsa verso Lupionòpolis | Finaliste (2e place) |

## Festivals
Une activité de concert toujours intense l'a amené à jouer dans 25 pays à travers le monde (raison pour laquelle il a été défini comme chanteur émigré) : Allemagne, Angleterre, Argentine, Australie, Autriche, Belgique, Canada, Chili, Cuba, Espagne, États-Unis d'Amérique, France, Hongrie, Irak, Irlande, Italie, Luxembourg, Madagascar, Mexique, Pologne, Principauté de Monaco, République tchèque, Serbie, Suisse et Uruguay.

### Festivals internationaux
- 2004 - MOFFOM Festival (Prague, République tchèque)
- 2007 - Buitoni Italian Film Festival (Dublin, Irlande)[130]
- 2008 - Avanti Pop 2 Festival (Duisburg, Allemagne)[131]
- 2008 - Festival du film de Tribeca (New York, États-Unis d'Amérique)[132]
- 2008 - Calgary International Film Festival (Calgary, Canada)
- 2008 - United Islands of Prague (Prague, République tchèque)
- 2008 - The Weird Mob Festival (Sydney, Australie)[133]
- 2009 - Carnaval des cultures (Berlin, Allemagne)
- 2009 - Buenos Aires Feria Internacional de la Música (Buenos Aires, Argentine)[134]
- 2009 - Třebotovská Říje (Třebotov, République tchèque)[135]
- 2009 - Festival international du film de Karlovy Vary (Karlovy Vary, République tchèque)
- 2010 - Festival international du film de Morelia (Morelia, Mexique)
- 2010 - Feria nationale de San Marcos (Aguascalientes, Mexique)
- 2010 - AdriaHochZwei (Dortmund, Allemagne)[136]
- 2011 - Les FrancoFolies de Montréal (Montréal, Canada)[137]
- 2011 - Luminato Festival (Toronto, Canada)[138]
- 2011 - Barnasants Festival de Cançó (Barcelone, Spagna)[139]
- 2011 - Cinema Italia Oggi (Varsovie, Pologne) [140]
- 2011 - Festival del Cinema Italiano di Belgrado (Belgrade, Serbie)[141]
- 2011 - MittelCinemaFest (Budapest, Hongrie)[142]
- 2012 - Festival Off d'Avignon (Avignon, France)[143]
- 2012 - Cinema Made in Italy (Londres, Angleterre)[144]
- 2013 - Festival international de jazz de Montréal (Montréal, Canada)[145]
- 2013 - Festival musique du bout du monde (Gaspé, Canada)[146]
- 2014 - Italiana (Cologne, Allemagne)[147]
- 2014 - Neighborhoods of the World (Chicago, États-Unis d'Amérique)[148]
- 2017 - Vagabond Festival (Berlin, Allemagne)[149]
- 2018 - San Diego Italian Film Festival (San Diego, États-Unis d'Amérique)[150]
- 2019 - Festival des Traditions du Monde Sherbrooke (Sherbrooke, Canada)[151]
- 2019 - Festival International des Rythmes du Monde (Saguenay, Canada)[152]
- 2019 - Semaine italienne (Montréal, Canada)[153]
- 2019 - La grande bellezza (Zurich, Suisse)[154],[155]
- 2020 - Le Bal Rital (Paris, France)[156]
- 2022 - ChiassoLetteraria (Chiasso, Suisse)[157]
- 2022 - Bleiche Sessions (Wald, Suisse)[158]
- 2022 - Festival Canzoni & Parole (Paris, France)[159]
- 2022 - Italiana (Cologne, Allemagne)[160]
- 2023 - Festival Canzoni & Parole (Paris, France)[11]

### Festivals italiens
- Al cuore della canzone (Rome, 2022)[161]
- Amore e rabbia (Verzino, 1996, 2007, 2021)[162]
- Ariano Folk Festival (Ariano Irpino, 2019)[163]
- Barezzi Festival (Busseto, 2016)[164]
- Calici di Stelle (Terricciola, 2022)[165]
- Carpino Folk Festival (Carpino, 2016)[166]
- Concerto del Primo Maggio (Rome, 1999, 2005, 2009, 2010, 2011)
- Dallo sciamano allo showman - Festival della canzone umoristica d’auteur (Edolo, 2011, 2018, 2021)[167]
- Duo. Musiche nuove da tradizioni antiche (L’Aquila, 2022)[168]
- Farms Festival (Scandicci, 2022)[169]
- Festa dei 1000 Giovani per la Musica (Pistoia, 2017)[170]
- Festival del pensiero popolare (San Miniato, 2022)[171]
- Festival delle Invasioni (Cosence, 2019)[172]
- Festival di Musica Popolare (Forlimpopoli, 2018, 2020)[173],[174]
- Festival du film de Turin (Turin, 2003)
- Festival international du film de Rome (Rome, 2006)
- Festival Leggere & Scrivere (Pizzo, 2016, Vibo Valentia, 2021)[175]
- Kaulonia Tarantella Festival (Caulonia, 2013, 2015, 2021)[176],[177]
- L’importanza di essere piccoli (Capugnano, 2014, Castel di Casio, 2016)[178],[179]
- Le Notti delle Magare (San Fili, 2022)[180]
- M.E.I. Meeting delle etichette indipendenti (Faenza, 2000, 2004, 2013, 2020)
- Mare e Miniere (Iglesias, 2017, 2019)[181],[182]
- Musicastrada Festival (Monteverdi Marittimo, 2020, Pomarance, 2023)[183],[184]
- New Oikos (Contursi Terme, 2022)[185]
- Notte Europea dei Ricercatori (Rende, 2022)[186]
- Notte Tricolore (Turin, 2011)[187]
- Pentedattilo Film Festival (Melito di Porto Salvo, 2022)[188]
- Peperoncino Festival (Diamante, 2020, 2021, 2022, 2023)[189]
- Peperoncino Jazz Festival (Mormanno, 2021, San Marco Argentano, 2022, Roseto Capo Spulico, 2023)[190],[191]
- Premio Nazionale Città di Loano per la Musica Tradizionale (Loano, 2009, 2011)[192]
- Prix Tenco (Sanremo, 1998[193], 1999[194], 2001[195], 2007[196], 2010[197], 2011[198], 2016[199], 2017[200], 2019[201], 2021[202])
- Quarrata Folk Festival (Quarrata, 2018)[203]
- Settembre al Borgo (Caserta, 2013, 2017)[204]
- Sponz Festival (Calitri, 2016)[205]
- Suoni Controvento (Norcia, 2022)[206]
- Terra Madre Salone del Gusto (Turin, 2022)[207]
- Trame Festival (Lamezia Terme, 2016)[208]

## Curiosités
- Originaire de Mirto, un hameau de la ville de Crosia dans la province de Cosence où il aborde la musique à l'âge de 11 ans, il vit actuellement à Florence, après avoir vécu à Bologne, Rome, Naples et Berlin[209].
- En 1995, il est diplômé du DAMS de l'Université de Bologne en discutant d'une thèse sur le rap italien en sémiologie de la musique avec le professeur Gino Stefani et sous la direction de Pierfrancesco Pacoda[210].
- En 2000, il fonde l'Emir (Ente musicisti italiani rilassati) à Bologne, une association et maison d'édition à vocation artistique et socio-humanitaire[46],[211].
- En 2004, il a animé l'émission télévisée Follia rotolante sur Rai 2 avec Elenoire Casalegno et Davide Van De Sfroos[212],[213].
- Il est directeur artistique de : Back to Cropalati, festival de la ville homonyme, depuis 2006[214],[215]; La città dei luoghi - Festival dell'appartenenza, festival de la ville de Corigliano-Rossano, depuis 2021 [216]; Il cielo sopra Sibari, festival de la ville de Cassano all'Ionio, depuis 2022[217].
- En 2008, la photographe Giada Ripa di Meana a pris la photo de la pochette de l'album Distratto ma però au Conservatoire Royal de Bruxelles[218],[219].
- En 2010, il chante Margherita de Riccardo Cocciante avec Adriana Varela en direct à la radio dans les studios de Radio Nacional à Buenos Aires[220].
- En 2013, le journaliste américain Jon Pareles consacre un article du New York Times à la soirée au Joe's Pub de New York où il est l'invité du Canzoniere Grecanico Salentino chantant Raggia[221].
- En 2014, il a mangé dans une épicerie du quartier de Greenwich Village à New York avec le célèbre ingénieur du son Marc Urselli[222].
- En 2016, dans la loge du Théâtre Ariston de Sanremo, avant de recevoir la Plaque Tenco du meilleur album d'interprète pour Voltarelli canta Profazio, Profazio a demandé à Voltarelli : « Penses-tu que les Calabrais nous pardonneront d'avoir remporté le Prix Tenco ? » .
- En 2019, il a été le premier Italien à chanter au théâtre à Madagascar[223],[224].
- En 2023, lors du festival de la chanson italienne à Paris[225], dans la siège de l'Association Nationale Les Garibaldiens[226], il a bu du vin rouge avec le célèbre auteur-compositeur-interprète Mimmo Locasciulli.